# Rem Iwanowitsch Wjachirew

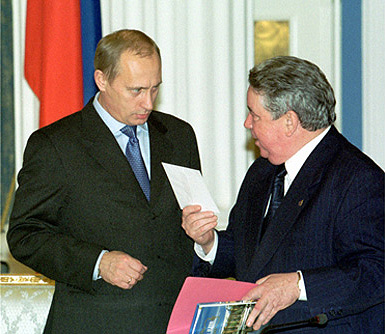
Rem Wjachirew, 2001 (rechts, mit Putin)

Rem Iwanowitsch Wjachirew (russisch Рем Иванович Вяхирев, wiss. Transliteration Rėm Ivanovič Vjachirev; * 23. August 1934 in Bolschaja Tschernigowka, Oblast Kuibyschew (heute Oblast Samara), Föderationskreis Wolga, Sowjetunion; † 11. Februar 2013) war ein russischer Industriemanager. Von 1992 bis Mai 2001 war er Vorstandsvorsitzender des russischen Energiekonzerns Gazprom.

## Privates
Sein Vorname Rem ist ein Akronym aus den Anfangsbuchstaben von Revolution, Engels und Marx.

## Werdegang
Wjachirew absolvierte 1956 die Industriehochschule von Kuibyschew und war danach auf diversen Ölfeldern in der Oblast Kuibyschew tätig. In den 1970er Jahren war er Vorsitzender eines staatlichen Erdgasförderungsunternehmens. Von 1983 bis 1985 war er Stellvertreter des sowjetischen Ministers für die Erdgasförderung, seit 1986 sein erster Stellvertreter. 1989 wechselte er zu Gazprom und wurde zunächst stellvertretender Vorstandsvorsitzender, ab 1992 übernahm er das Amt des Vorstandsvorsitzenden.
Wjachirew war damit einer der als „rote Direktoren“ bezeichneten KPdSU-Kader, die nach dem Zerfall der Sowjetunion nahtlos eine Führungsposition in früheren Staatsunternehmen einnahmen.
Am 30. Mai 2001 wurde Wjachirew – offiziell aus gesundheitlichen Gründen – als Vorstandsvorsitzender entlassen. Sein Nachfolger wurde Alexei Miller.